# Banque de Barcelone
 (janvier 2022).
Si vous disposez d'ouvrages ou d'articles de référence ou si vous connaissez des sites web de qualité traitant du thème abordé ici, merci de compléter l'article en donnant les références utiles à sa vérifiabilité et en les liant à la section « Notes et références ».

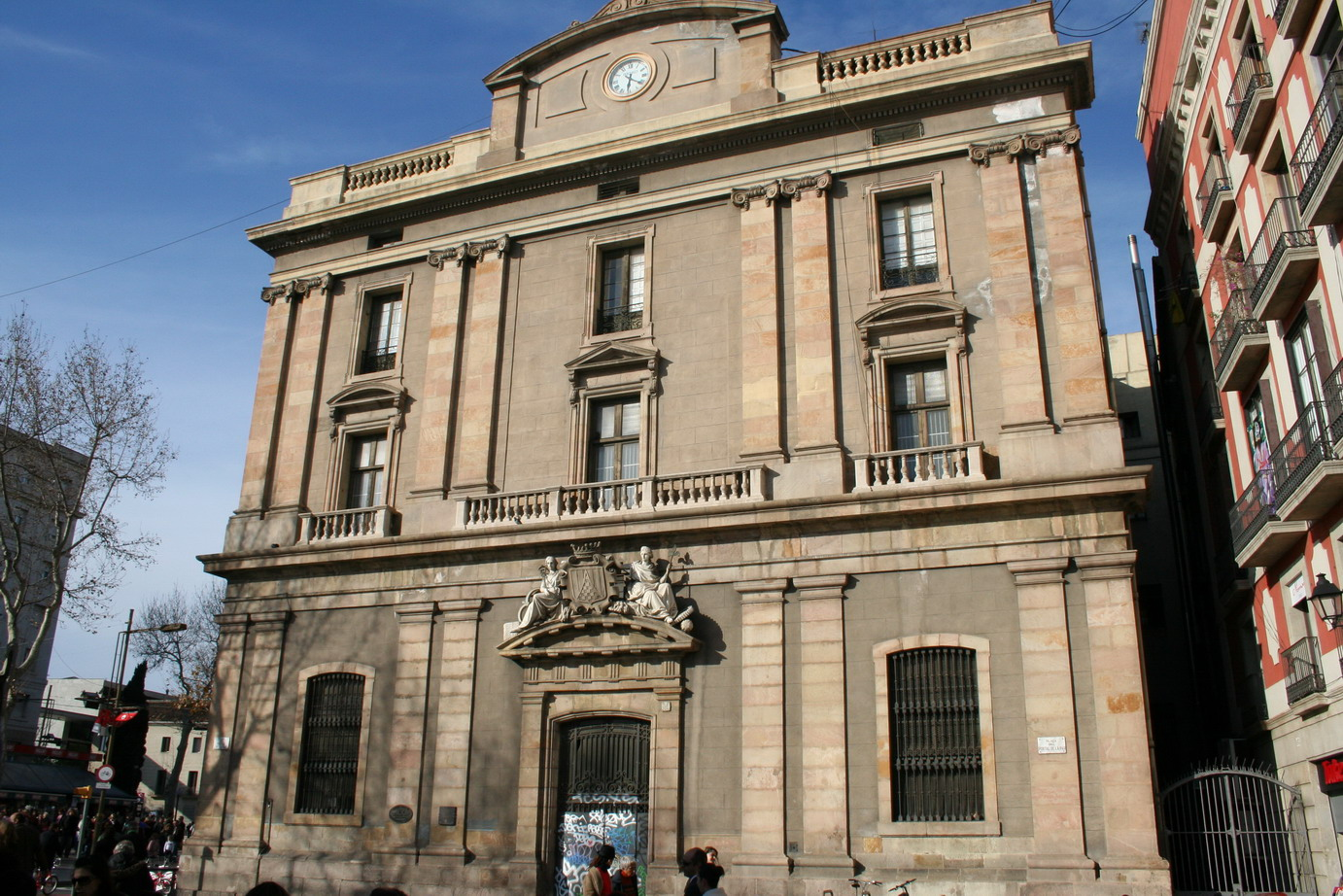
Ancien siège de la banque, le long de la Rambla de Sainte Monique

La Banque de Barcelone est un ancien établissement bancaire fondé en 1845 à Barcelone.
La banque est née avec l'objectif de prêter à un taux d'intérêt de 6%, au lieu du taux de 8% appliqué par les prêteurs privés de l'époque. Elle a introduit les billets et les comptes courants comme des moyens de paiement, et a avantagé l'accès au crédit de beaucoup de marchands et industriels. Cependant, la politique de la banque a été toujours très conservatrice, en étant très restrictive dans la concession de crédits et en conservant des réserves telles que souvent ses clients (entreprises et particulières) avaient des problèmes de liquidité.
La banque de Barcelone eut le privilège d'émettre des billets par délégation de la Banque de San Fernando, l'ancêtre de la Banque d'Espagne (elle perd ce privilège en 1874). En 1920, la Banque de Barcelone disparait à la suite d'une banqueroute.

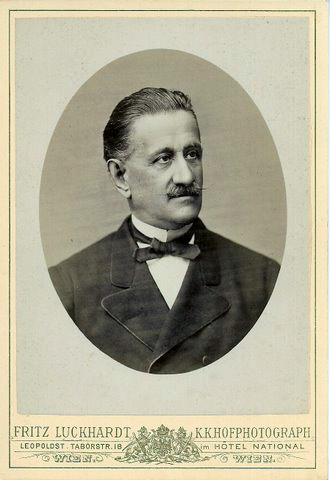
Manuel Gérone et Agrafel, premier directeur de la banque, photographié autour de 1860.

La création de la Banque de Barcelone a été approuvée par décret royal d'Isabelle II le 1er mai 1844. Ce décret royal donne le feu vert à la fois à la première banque provinciale en Espagne (19 autres banques en dehors de Madrid seront créées par la suite), et la première banque privée d'Espagne sans lien avec l'État. 
L'acte de constitution de 1845, et signée par 388 actionnaires qui souscrivent le capital de 5.000.000 pesetas. Les statuts initiaux fixent à  100 le nombre maximal d'actions par personne. Cette limitation a disparu en 1859, permettant alors la libre transmission des actions. 
La banque de Barcelone avait comme objet «les rabais, prêts, dépôts, recouvrements et comptes courants». Son objectif était introduire à Barcelone la banque moderne, à l'exemple de la Banque d'Angleterre ou de la Banque de Lyon. Le crédit se faisait contre garantie mobilière ou de marchandises.
La banque de Barcelone joua un rôle significatif à la réalisation de l'Exposition universelle de Barcelone de 1888, en prêtant à la mairie l'argent nécessaire à l'organisation de cette exposition
A la fin du XIXe siècle, la banque voit les dépôts sur ses comptes courants augmenter significativement, à la suite du rapatriement d'une fraction du capital en provenance de Cuba et des Philippines.
Au début du XXe siècle, la Banque de Barcelone subit la concurrence d'autres établissement bancaires européens, le déclin progressif de l'industrie catalane dans laquelle elle a beaucoup investie. La première guerre mondiale et ses conséquences économiques, la chute du prix des matières premières en juillet 1920 fragilise encore davantage l'établissement. En décembre 1920, une crise de confiance entraine une vague de retraits (66 millions de pesetas dans toute l'Espagne), et la Banque de Barcelone finit par suspendre ses paiements le 25 décembre 1920